# Пророчество Синей Звезды (Коты-Воители)
«Пророчество Синей Звезды» — специальное издание о котах-воителях. Оно не входит в серию. Книга была издана в июле 2008 года.

## Издание в России
В России книга вышла осенью 2010 года, причём, как и остальные отдельные книги, она была разбита на два тома: «Пророчество Синей Звезды. Начало» и «Пророчество Синей Звезды. Выбор»

## Аннотация

#### Английское издание
Ей предначертано великое… Множество поколений четырёх племён диких котов делили лес и процветали на своих территориях. Но напряжение возрастало, и Грозовому племени пришлось отстаивать свою силу или рискнуть и стать жертвой властолюбивых соседей. В этот период неопределённости родился котёнок. Пророчество предсказывает, что Синичка станет сильной, как огонь, которому предначертано просиять над своим племенем. Но вместе с этим пророчеством приходит предсказание, что её уничтожит враг, которого невозможно миновать.

#### Русское издание
«Начало»: Книга рассказывает о детстве и юношестве Синегривки, времени её ученичества и о том, как и когда она принимает решение во что бы то ни стало стать предводительницей Грозового племени.
«Выбор»: Синегривка стоит перед выбором, от которого зависит не только её судьба, но и судьба Грозового племени. Обретя личное счастье с Жёлудем, она навсегда расстанется с мечтой стать предводительницей Грозовых котов и обречёт своё племя на гибель от лап жестокого и властолюбивого Остролапа. Раздираемая сомнениями, Синегривка принимает судьбоносное решение. Грозовое племя не должно погибнуть, а пророчество должно исполниться!

## Сюжет

#### Начало
Синичка рождается у Лунницы вместе с сестрой Снежинкой. Снежинка первая открывает глазки, но Синичка откроет их в своё время. Синичка слышит, как Лоскутик и Крапинка играют в воителей и мышку. Она думает, что тоже скоро станет воителем. Синичка вместе со Снежинкой выходят наружу, и Синичка восхищается миром вокруг и осматривает свой лагерь, а Снежинке хочется остаться со своими новыми знакомыми, но Синичка зовёт её дальше исследовать лагерь. Котята выбегают из детской и гуляют вокруг лагеря. Они забираются в воинскую палатку и будят Камнехвоста. Через некоторое время Лунница хочет познакомить Синичку и Снежинку с их отцом Вихрегоном. После встречи Синичка и Снежинка расстраиваются, потому что, как им показалось, Вихрегон не любит их. Позже Синичка и Снежинка встречают Гусохвоста и забираются к нему в палатку. Снежинка съедает пару маковых семян, и Синичка очень переживает за сестру. Затем Снежинка крепко засыпает, и Солнцесвет выводит Синичку из лагеря в лес, чему она очень радуется.
Несколькими лунами позже Синичка становится ученицей Камнехвоста и получает имя Синелапка, а Снежинка имя Снеголапка и наставника Птицехвоста. На охоте Синелапка ловит большую белку. За это её берут на Совет. Когда Снеголапка ловит свою первую полёвку, Гусохвост видит в положении шерсти дичи знак. Он говорит, что, если они не нападут на племя Ветра и не уничтожат их запасы трав, Грозовое племя падёт. Острозвёзд решает напасть на племя Ветра на рассвете. Он решает, что Синелапка и Снеголапка будут помогать раненым, а не воевать, потому что они ещё не умеют сражаться.
Во время битвы Синелапка очень волнуется, но помогает раненым. Позже она видит, как на её мать Лунницу нападает целитель племени Ветра Ястребок и убивает её. Острозвёзд, понимая, что они проигрывают, приказывает отступать.
Синелапка и Снеголапка сильно переживают из-за смерти Лунницы. Новый наставник Синелапки — Солнцесвет, поскольку Камнехвост вынужден переселиться в палатку старейшин из-за изувеченной лапы.
Чуть позже Снеголапка влюбляется в юного оруженосца Остролапника, что совсем не по душе Синелапке. Во время битвы у Нагретых Камней, Снеголапка помогает Синелапке побороть Криволапа.
Через некоторое время Синелапка встречает лису, но между ней и лисой падает горящая ветка, которая гаснет под дождём. Гусохвост видит в этом пророчество: «Как огонь, ты просияешь на весь лес. Но берегись, даже самый сильный огонь может погибнуть от воды». Вскоре после этого Синелапка и Снеголапка получают свои воинские имена — Синегривка и Белогривка. Острозвёзд говорит, что она пойдёт с ним к Лунному Камню. Как только они достигают Лунного Камня, Синегривке снится, что она тонет в бурлящей реке.

#### Выбор
К большому раздражению Синегривки, Белогривка встречается с заносчивым воином Остролапом. Сама же Синегривка находит молодого Речного воина Жёлудя, который греется на Грозовой территории. Синегривка в ярости нападает на него. Он толкает её в реку, и она думает, что сейчас утонет, но Жёлудь говорит, что она может встать на дно. После этого она все чаще думает о нём и, в конце концов, влюбляется в него.
Когда Белогривка говорит, что ждёт котят от Остролапа, Синегривка притворяется, что рада, но на самом деле она огорчена. У Белогривки рождается один котёнок, Белыш. Синегривка находит клочок меха собаки и приносит его Белышу для игры. Затем она уговаривает Белогривку пойти с ней на прогулку. Белогривка видит Сумрачных воинов, охотящихся на Грозовой территории, и бежит за ними. В погоне она выбегает на дорогу, и её сбивает чудище. Синегривка потрясена, ей приходится сообщить Белышу о смерти матери. 
Синегривка и Жёлудь ночуют вместе у Четырёх Деревьев. Они наперегонки забираются на одно из деревьев. Жёлудю трудно залезть на дерево. Он обещает научить Синегривку плавать, но она отказывается, поскольку боится, что утонет. Они ложатся спать в гнездо из больших корней. Вскоре становится ясно, что Синегривка ждет котят, и Розохвостка это замечает. Синегривка не знает, как это объяснить, но Дроздовик говорит, что это его котята, потому что он любит Синегривку. Синегривка рожает одну кошечку и двух котов: Тучку, Мошку и Камушка. Она не позволяет Дроздовику выбрать имена, потому что хочет, чтобы имена детей были связаны с рекой.
Пятнистый из-за болезни уже не может быть глашатаем. Гусохвост говорит Синегривке, что, если Остролап станет глашатаем, он утопит Грозовое племя в крови и она должна стать глашатой вместо него. Но она не может быть глашатой из-за котят. Она со своими котятами идёт ночью к Нагретым Камням на встречу с Жёлудем. По дороге Мошка умирает от холода. Синегривка отдаёт котят Жёлудю, а сама хоронит Мошку. В племени она говорит, что её котят украла лиса. Она делает вид, что расстроена. Синегривка становится глашатой. Когда Солнцезвёзд умирает, она занимает его место во главе племени. Глашатаем она выбирает Ярохвоста. К Лунному Камню с ней идет Пышноус. Синегривка получает имя Синяя Звезда и девять жизней.
Спустя некоторое время Синяя Звезда вместе с Ярохвостом наблюдает, как Дымок, Горчица и Клубок шутливо дерутся. Вскоре, после битвы с Речным племенем за Нагретые Камни, Синяя Звезда ночью разговаривает с Пестролистой, и та получает пророчество: «Только огонь спасёт племя». Спустя ещё время Синяя Звезда и Буран идут мимо территории Двуногих и видят, как рыжий котёнок пытается поймать дрозда.

## Критика
«В Грозового племени рождается кошка по имени Синичка, согласно пророчеству она будет обладать великой силой. Это второй роман в серии специзданий очарует вас своей кошачьей силой и мифологической аурой» — Barnes and Noble

## История публикации
- Bluestar’s Prophecy (EN), HarperCollins (твердый переплет), 28 июля 2009 г.[2]

- Bluestar’s Prophecy (EN), HarperCollins (электронная книга), 28 июля 2009 г.[2]

- Bluestar’s Prophecy (EN), HarperCollins (мягкая обложка), 1 июня 2010 г.[2]

- 藍星 的 預言 (CN), Morning Star (переплет неизвестен), 31 июля 2010 г., перевод Гао Мэй[4]

- Пророчество Синей Звезды, том 1, Начало (RU), ОЛМА Медиа Групп (твердый переплет), 2010, перевод Вероники Максимовой[2]

- Пророчество Синей Звезды, том 2, Выбор (RU), OLMA Media Group (твердый переплет), 2010, перевод Вероники Максимовой[2]

- Blausterns Prophezeiung (DE), Verlagsgruppe Beltz (твердый переплет), 2013, перевод Клауса Веймана[2]

- La prophétie d’Etoile Bleue (FR), Pocket Jeunesse (мягкая обложка), 4 июля 2013 г., перевод Од Карлье[2]

- Sinitähden tarina (FI), Art House (твердый переплет) 12 декабря 2014 г., перевод Нана Сиронен[2]

- 蓝星 的 预言 (ZH), Future Press (мягкая обложка), 1 февраля 2017 г.[5]

- Blauwsters voorspelling (NL), Baeckens Books (твердый переплет), 16 октября 2017 г., перевод Полин Аккерхейс[6]

- Пророчество Синей Звезды (английский), HarperCollins (мягкая обложка; перепечатка), 2 июля 2019 г.[5]